# 布蘭迪萬 (特拉華州)
布蘭迪萬（英語：Brandywine）是位於美國特拉華州紐卡斯爾縣的一個非建制地區。該地的面積和人口皆未知。

## 地理
布蘭迪萬的座標為39°49′46″N 75°32′04″W / 39.82944°N 75.53444°W，而該地的平均海拔高度為125米（即410英尺）。